# Meet The Flower Kings
Meet The Flower Kings @ Live Recording 2003 is een livealbum van de Zweedse band The Flower Kings. De opnamen waren in eerste instantie bedoeld voor de eerste dvd van de band, later werd daaruit het album gehaald. Opnamen vonden plaats in het Stadstheater van Uppsala, thuisbasis van de band. Op 10 februari 2003 speelde The Flower Kings met grieperige Fröberg, Stolt en Gildenlöw voor een beperkt aantal fans.

## Musici
- Roine Stolt – gitaar, zang
- Tomas Bodin – toetsinstrumenten
- Hasse Fröberg – akoestische gitaar, zang
- Daniel Gildenlöw – gitaar, zang, toetsinstrumenten, percussie
- Hasse Bruniusson – percussie, zang
- Jonas Reingold – basgitaar, zang
- Zoltan Csörsz – slagwerk

## Muziek

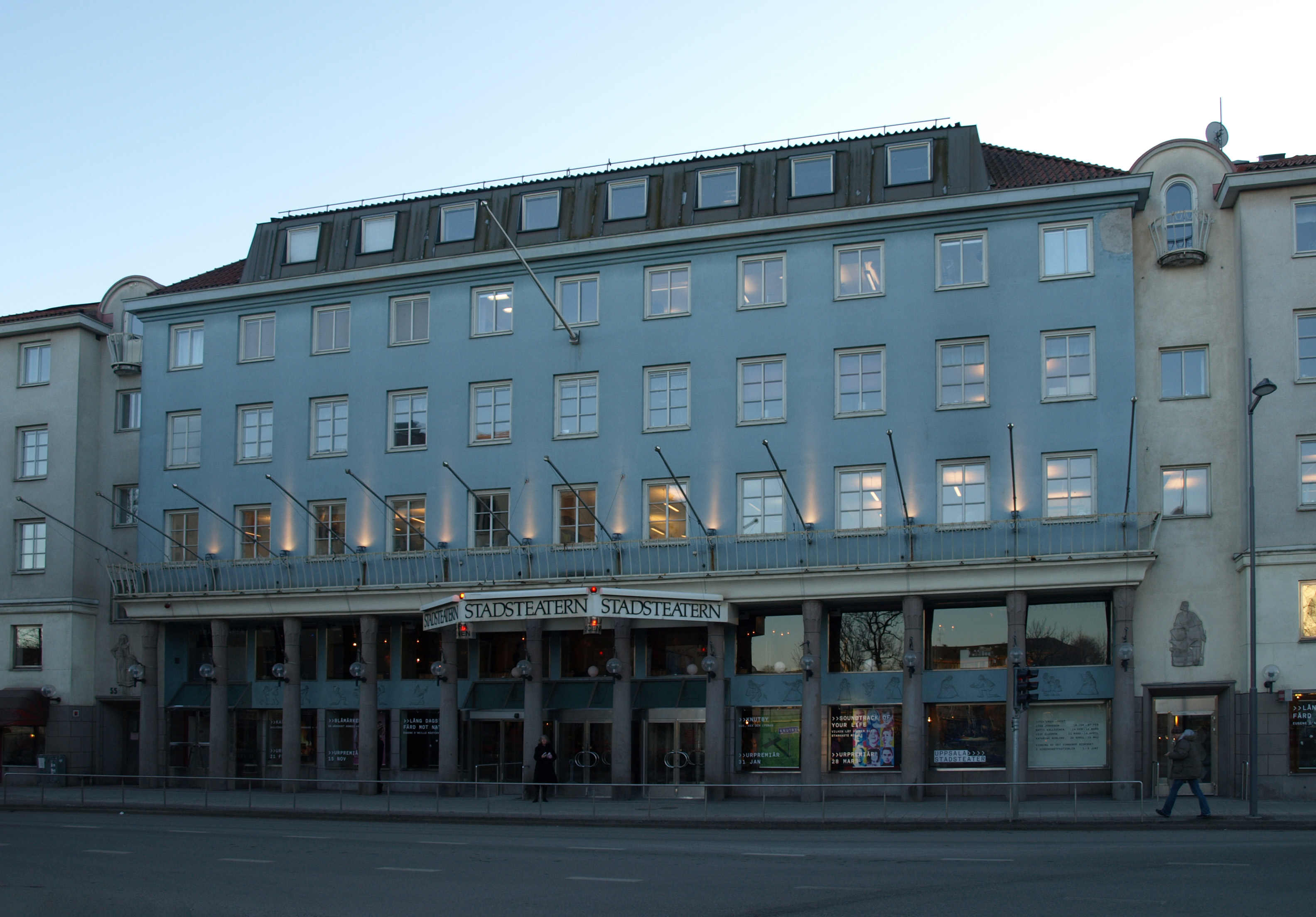
Stadstheater Uppsala

| Nr. | Titel                       | Duur  |
| --- | --------------------------- | ----- |
| 1.  | The truth will set you free | 31:20 |
| 2.  | Garden of dreams (part one) | 27:07 |
| 3.  | Garden of dreams (part two) | 17:20 |

| Nr. | Titel            | Duur  |
| --- | ---------------- | ----- |
| 1.  | Humanizzimo      | 23:20 |
| 2.  | Circus Brimstone | 11:18 |
| 3.  | Silent inferno   | 16:13 |
| 4.  | Stardust we are  | 26:25 |